# Riverdale (Dakota del Norte)
Riverdale es una ciudad ubicada en el condado de McLean en el estado estadounidense de Dakota del Norte. En el censo de 2010 tenía una población de 205 habitantes y una densidad poblacional de 58,5 personas por km².

## Geografía
Riverdale se encuentra ubicada en las coordenadas 47°29′50″N 101°21′56″O / 47.49722, -101.36556. Según la Oficina del Censo de los Estados Unidos, Riverdale tiene una superficie total de 3.5 km², de la cual 3.5 km² corresponden a tierra firme y (0%) 0 km² es agua.

## Demografía
Según el censo de 2010, había 205 personas residiendo en Riverdale. La densidad de población era de 58,5 hab./km². De los 205 habitantes, Riverdale estaba compuesto por el 94.63% blancos, el 0% eran afroamericanos, el 2.93% eran amerindios, el 1.95% eran asiáticos, el 0% eran isleños del Pacífico, el 0% eran de otras razas y el 0.49% pertenecían a dos o más razas. Del total de la población el 0% eran hispanos o latinos de cualquier raza.